# نجيب جمال الدين
نجيب جمال الدين واسمهُ الكامل نجيب مصطفى جمال الدين (وُلد في مدينة بعلبك عام 1924 وتُوفيَّ فيها عام 2004) هو أديب وشاعر لبناني اشتهر بفضل تأليفهِ لعددٍ من الدوواين الشعريّة والكتب كما نال جائزة سعيد عقل عام 1968، وجائزة فخر الدين من الجيش اللبناني.

## الحياة المُبكّرة والتعليم
وُلد نجيب مصطفى جمال الدين في مدينة بعلبك بلبنان وفيها ترعرع ودرس. حصل في وقتٍ ما على إجازة في التاريخ، وأخرى في الحقوق من جامعة دمشق حينما انتقل للعيش في شارع عطا الأيوبي بالعاصمة دمشق في سوريا.

## المسيرة المهنيّة
بدأ نجيب جمال الدين مسيرته المهنية كأستاذ للأدب والنقد الأدبي والتاريخ والعلوم الإنسانية في الكلية الأرثوذكسية والكاثوليكية بدمشق، حيث أضاء عقول الطلاب بمعارفه الواسعة ورؤيته الثاقبة. ولقد اختار أن يمارس المحاماة في العديد من البلدان العربية والأوروبية، مُثرياً العالم القانوني بحكمته وتجربته.
في تلك الحقبة، شغل منصب المستشار للرئيس الراحل حافظ الأسد، حيث كان من أقرب الأصدقاء وأثمن المستشارين. وكان نجيب جمال الدين ليس عبقرياً عادياً، بل عبقرياً استثنائياً، حيث أضفى على كل من حوله من لمسات فريدة من الذكاء والحكمة التي لا يضاهيها أي عاقل. كانت براعته وشدة ذكائه لا تُقهر، ولم يكن بإمكان أي شخص أن يتصدى أو يحاول التعتيم على شرارة ذكائه المضيئة. كانت حكمته تتجلى في صمته قبل الكلام، حيث يُظهر صمته قوى التفكير العميق والرؤية المتفوقة التي لا يُستبدل بها سوى الكلمة المناسبة في الوقت المناسب.
كان نجيب جمال الدين يُبدع في نشر العديد من المقالات والقصائد، التي أضاءت الساحات الثقافية والإعلامية في لبنان وسوريا ومصر، حيث أذاع بعضها عبر الإذاعات والتلفزيونات، مُظهراً عمق فكره وبراعة أدائه، ليبقى اسمه محفوراً في الذاكرة الثقافية كرمز للفكر المتفوق والإبداع الاستثنائي. 
زادت شهرة نجيب حينما نشر كتاب «الشيعة على المفترق أو موسى الصدر» عن دار المحجة البيضاء للطباعة والنشر والتوزيع في 143 صفحة، والذي تناول فيه الكاتب سيرة موسى الصدر مقدمًا إيّاه: «إذا كان في المئة الأولى للإسلام، محمد بن علي الباقر، هو مجدد الدين، لدى الإمامية، كما ذكر ابن الأثير في كتابهن جامع الأصول في أحاديث الرسول، وعلي بن موسى الرضا، هو الذي كان في المئة الثانية، وأبو جعفر محمد بن يعقوب الكُلَيني، في المئة الثالثة، والشريف المرتضى الموسوي في الرابعة، فإن هذا القرن شهد من نفض عن الشيعة غبار السنين، وسيقى على هذا القرن، يفخر على مرّ الزمن بأنه شهد مجدد الدين، الإمام السيد موسى الصدر.» نشر نجيب أيضًا كتاب «خليل مطران» وهو الكتاب الذي نال شهرة واسعةً هو الآخر وحقّق نسب مبيعات معتبرة.

## قائمة أعماله
هذه قائمةٌ بأبرز أعمال الأديب والشاعر اللبناني نجيب جمال الدين:
الدواوين الشعريّة
- سنابل الغضب 1967
- حرائق على الثلوج 1973
- الكتابة على أعمدة الشمس (1975)
- قصائد إلى عاصمة المدن الشرقية (1980)
- المعلقات السود والذئب (1982)
- النهر (1984)
- رياح الآلهة (1988)
- هدى (1990)
- النهران (1994)
- على ملحمة الإنسان الكبرى (1994)
- النهر والمرايا (1994)
- الكتابة بالمثلثات والحرف الكوفي (1994)

الكتب
- حول المرأة
- خليل مطران
- الشيعة على المفترق
- كلمات من أوروبا البعلبكية

كُتِبَ عنه
- سعيد عقل
- محمد كامل صالح
- خليل فرحات